# Revolution OS
Revolution OS è un documentario statunitense del 2001, diretto da J.T.S. Moore. Nel film si ripercorrono venti anni di storia del progetto GNU, del kernel Linux, del software libero e dell'open source.
Il titolo ha ispirato un documentario e un libro realizzati dal giornalista Arturo Di Corinto dal titolo Revolution OS II.

## Trama
Il film narra la storia del sistema operativo GNU/Linux, dalle sue origini al 2001, ponendo inoltre l'accento sulla differenza tra software libero e software open source e analizzando alcuni casi di programmi distribuiti sotto licenza libera (ad esempio licenza Apache e GNU General Public License). Nel documentario non mancano le accuse contro Microsoft e rivelazioni di protagonisti famosi.
Nel corso del documentario vengono intervistati noti hacker ed imprenditori, tra cui Richard Stallman, Linus Torvalds, Eric Steven Raymond, Bruce Perens, Michael Tiemann, Larry Augustin, Frank Hecker e Brian Behlendorf.